# 沃伊丹·斯托揚諾夫斯基
沃伊丹·斯托揚諾夫斯基（1987年12月9日—），北馬其頓籃球運動員，現在效力於西班牙球隊BC Andorra。他也代表北馬其頓國家男子籃球隊參賽。他的雙胞胎兄弟達米揚·斯托揚諾夫斯基也是一位籃球運動員。